# Stazione di Bettole di Varese
Stazione di Bettole di Varese 1955-ben bezárt vasútállomás Olaszországban, Lombardia régióban, Varese településen.

## Vasútvonalak
Az állomást az alábbi vasútvonalak érintették:
- della Valganna-vasútvonal
- Varese–Prima Cappella–Vellone tramway

## Kapcsolódó állomások
A vasútállomáshoz az alábbi állomások vannak a legközelebb: